# Zhang Xiaoping
Zhang Xiaoping (født 1. april 1982 i Xilinhot) er en kinesisk amatørbokser, som konkurrerer i vægtklassen letsværvægt. Xiaopings største internationale resultater er en guldmedalje fra Sommer-OL 2008 i Beijing, Kina, og en sølvmedalje fra Asienmesterskabet i boksning i 2007 efter Ulan Bator. Han repræsenterede Kina under Sommer-OL 2008 hvor han vandt en guldmedalje foran Kenneth Egan fra Irland.